# سیارک ۱۲۳۱۰
سیارک ۱۲۳۱۰ (به انگلیسی: 12310 Londontario، نامگذاری:1992DE4) دوازده هزار و سیصد و دهمین سیارک کشف شده‌است که در ۲۹ فوریه ۱۹۹۲ کشف شد.
قدر مطلق سیارک برابر ۱۹.۵ است.